# Vụ đánh bom tòa nhà cơ quan tình báo tại Peshawar 2009
Một vụ nổ làm hư hại tòa nhà tình báo của chính phủ Pakistan nằm ở Tây Bắc thành phố Peshawar, có ít nhất 15 người chết và hơn 60 người khác bị thương, trong hoàn cảnh Dân quân leo thang tấn công chính quyền Pakistan. Ở một nơi khác sáu cảnh sát bị thiệt mạng sau khi một trạm cảnh sát bị tấn công.

## Bối cảnh
Bạo động bùng phát khi Tướng James L. Jones, cố vấn an ninh quốc gia của Tổng thống Hoa Kỳ Barack Obama bắt đầu hai ngày viếng thăm thủ đô Islamabad của Pakistan, nơi ông sẽ tiếp kiến Tổng thống Pakistan Asif Ali Zardari và các viên chức Pakistan cao cấp khác.

## Xe bom tấn công
Trưởng toán phá gỡ bom mìn Malik Shafqat Cheena nói rằng, tài xế chiếc xe tải có bom cố húc vào cổng chính làm chết ba lính canh ở bên ngoài và bốn người khác ở trong. Các lính gác nổ súng nhưng không trúng và tên khủng bố cho nổ tung chiếc xe vào văn phòng khu vực của cơ quan tình báo. Mái tòa nhà và tường chung quanh đều bị đổ nhào. Cư dân ở khắp Peshawar có thể nghe rõ tiếng nổ và cửa sổ nhà cửa trong thành phố bị lắc lư dữ dội.

### Mục tiêu
Không còn nghi ngờ gì nữa cơ quan tình báo Pakistan, có tên Tình báo Nội vụ là mục tiêu mà quân khủng bố nhắm đến. Nó là biểu tượng nổi bật của sức mạnh quân sự, và dân quân đã từng tấn công ở nhiều địa điểm khác nhau trên nhiều thành phố. Cùng lúc, quân đội mở một chiến dịch chống lại phiến quân ở Waziristan, một vùng núi nằm về phía Tây, hành động này dẫn đến sự trả đũa của dân quân.
Cơ quan tình báo Pakistan từng tiến hành nhiều cuộc hành quân chống lại phiến quân Taliban và al-Qaeda ẩn nấp nơi vùng núi non phía Tây. Mùa Xuân năm 2009, một tòa nhà tình báo đã bị tấn công ở Lahore, một trong những thành phố lớn nhất ở Pakistan.